# 回復術士のやり直し
『回復術士のやり直し』（かいふくじゅつしのやりなおし）は、月夜涙による日本のなろう系小説。サブタイトルは『〜即死魔法とスキルコピーの超越ヒール〜』。略称は「回復術士」、「かいやり」。イラストはしおこんぶが担当している。小説投稿サイト「小説家になろう」にて2016年12月から連載されている。書籍版は角川スニーカー文庫（KADOKAWA）より2017年6月から刊行されている。「次のヒット作はこれだ！ 新作ラノベ総選挙2018」（ブックウォーカー）では1位を獲得している。2025年1月時点で電子版を含めたシリーズ累計部数は380万部を突破している。
メディアミックスとしては、『ヤングエース』（KADOKAWA）の増刊誌であるWeb無料漫画雑誌『ヤングエースUP』にて、羽賀ソウケンによるコミカライズが2017年10月から連載中。長尾件によるスピンオフ漫画『回復術士のおもてなし』も同サイトにて2021年1月から2022年5月まで連載された。さらに2021年にはテレビアニメが放送された。

## あらすじ

### 一周目の世界
裕福でない環境に生まれながらもリンゴ農家として穏やかな日々を送っていた少年・ケヤルは勇者に憧れるごく普通の少年だったが、ジオラル王国の第一王女にして【術】の勇者でもあるフレア・アールグランデ・ジオラルに【癒】の勇者である事実を明かされ、村の人たちに応援されて勇者の一人となり、輝かしい旅立ちを迎えた。
しかし、その先に待っていたのは、地獄そのものとしか言いようのない悪夢の日々であった。ケヤルの【回復】は｢欠落した腕などを復元する｣という普通なら不可能な効果をもたらす代償に、対象者の痛みや恐怖といった経験をケヤル自身が受けなければならないという致命的な欠点を持っていた。その上、表向きは清楚に振る舞いながらも本性は残忍非道かつ加虐趣味と支配欲の塊であったフレアからは、回復専門の道具としてしか扱われないだけでなく薬漬けにされ、日常的に虐待も同然の仕打ちに遭う。
さらに、それに嫉妬した【剣】の勇者であるブレイドからも鬱憤晴らしで暴力を振るわれ続け、少年に欲情する変質者である【砲】の勇者のブレットからは暴力だけでなく性欲の捌け口にまでされたことにより、心身共にズタズタにされたケヤルの心は壊れ、廃人同然の身となってしまう。
だが、魔王イヴ・リースを征伐する決戦の際に、ケヤルは突如フレアたちへの反逆に出る。実はケヤルは、薬漬けの果てに【薬物耐性】というスキルを後天的に獲得したことによって正気を取り戻しており、フレアたちを出し抜いて「賢者の石」を手に入れるため、廃人のふりをしていたのである。
負傷していたブレイドやブレットはケヤルに見捨てられ、魔族によって嬲り殺しにされる。そして、今までの「回復」を通じて数多の勇士たちの経験や能力を得ていたケヤルは、超人的な身体能力も獲得する。そのうえ、自らの「回復」の本質が「再生」ではなく【変化】である事実にも気付いたことにより、【模倣】・【改良】・【改悪】・【略奪】といった派生能力も会得していた。
自らの手で魔王を倒したケヤルは、賢者の石による世界征服を目論むフレアの真意に気付いており、彼女からの引き渡しの要求を拒否すると、自らの【回復】と賢者の石の両方の力を使って【時間逆行】を発動する。世界を自らが旅立つ4年前に巻き戻し、前世の記憶を元に人生のやり直しと、自らを虐げた勇者たちに復讐して自らの幸せを掴み取るべく、新たな旅立ちに出る。

### 二周目の世界
過去に戻ったケヤルは、あらかじめ準備を整えることで早期に【薬物耐性】を獲得して薬物中毒から逃れて脱獄し、残虐の限りを尽くしフレアを犯して復讐を遂げる。そして、自らの顔と姿を変えて錬金術師 ケヤルガと名前を変えたケヤルは、フレアの顔と記憶を改変して従者フレイアとして旅に同行させる。
奴隷商に捕らえられ、人族へ憎しみを向ける氷狼族の少女・セツナを仲間にしたケヤルは、奴隷商と組んで獣人狩りをしている軍人たちをせん滅し、氷狼族の村を救う。だが、誤解した剣聖クレハ・クライレットに強襲されるも、ケヤルの媚薬攻撃やヒールによる記憶操作により返り討ちにされ、クレハは仲間の一人となる。
ケヤルに復讐を果たそうと故郷の村を襲った近衛騎士隊長レナードを、性別を変えて男達に犯させたケヤルだったが、育ての親であったアンナを亡くしてしまう。

## 登場人物
声はドラマCD版およびテレビアニメ版共通の声優。

### ケヤルガ一行（主要人物）
ケヤル / ケヤルガ
声 - 保住有哉
本作の主人公。【癒】の勇者。クラスは回復術士。物語冒頭では、回復要員のため武器は持たされず、薬漬けにされたり、暴力の捌け口にされる等、奴隷の様な扱いをされていた。賢者の石により時間を巻き戻し、自分が受けた境遇への復讐を誓う。
とある大きな村で育ち、子供の頃に両親を亡くして以来、遺されたリンゴ農園を一人で経営してきた。本来は純粋で心優しい性格を持つ可愛らしい少年であったのだが、一周目の世界の時に散々な仕打ちを受け、人間の醜いエゴを嫌という程思い知らされてきた事から、理性のタガが外れてしまうまでに人格が豹変しており、敵と見なした相手には一切の情け容赦をしない冷酷な人物となって、特に復讐の対象には死よりも残酷な仕打ちを与えようとする事さえある。自らは正義感の強い紳士を気取りながらも「正義をふりかざす奴にロクなのはいない」と発言するなどの自己矛盾もかかえ、しかもそれに自分でも気づいていない。
「一周目の復讐対象であっても、二周目で自分や自分の大切なものに危害を加えない限り手は出さない」「こちらからは殴らない(あのクズどもの同類には絶対にならない)が、殴られたら殴り返す」という一定の線引きをしているが、物語が進むにつれ復讐行為自体に対する依存症のような状態に陥り、「相手を挑発しわざと暴力や侮辱を受けることで復讐対象に仕立て上げる」「相手が元々滅ぼそうとしていた町にあえて友人を作る」などの本末転倒を引き起こしている。
世界を【回復】させた直後は自身も記憶を失っていたが、わずかに残っていた記憶から星の精霊が降臨する湖に辿り着き、全てを見通す目・翡翠眼を手に入れた。その際、ジオラル王国から道具のように扱われていた一周目の記憶が蘇り、その知識を元に今度は自分の未来を奪った者達に復讐し、復讐を終えた後には幸せな未来を掴むべく行動を開始する。｢幸せを掴む｣のが目的であり復讐もその手段でしかないことを忘れなかったために、人格が歪んでも破綻までは至らず本来の真っ当さも失っていない。
二周目でフレアに復讐を遂げ城を脱出した後、青年に姿を変えクラスを錬金術師と自称しケヤルガという偽名を使う。
能力は普通の回復魔法の他、対象を正常な状態に巻き戻す【回復】、その【回復】から派生した、相手の技能をコピーする【模倣】、相手の能力や記憶を奪う【略奪】、対象の肉体や能力を望んだ形にする【改良】、壊れた形に癒す【改悪】など（いずれも作中でのルビは「ヒール」）。その他、【模倣】で得た様々な技能を必要に応じて使い分ける。
【神装宝具】神甲ゲオルギウス
声 - 石川英郎
【剣】の勇者ブレイドから奪った神装宝具。精緻な紋章が刻まれた銀の手甲。宝石があしらわれ、前方にスリットが開いている。
自然界の魔力を取り込み体を覆い防御できる。さらに使用者の魔力を消費して負傷などを自動的に回復する機能と、本来相手に触れなければ使えない【改悪】を前方約1メートルまで飛ばせる機能がついている。
初登場の第三章では「神甲ゲオルギウス」と名乗っていたが、第五章では「神籠ゲオルギウス」と呼ばれている。

ケアーラ
声 - 日笠陽子
女体化したケヤル。

フレア・アールグランデ・ジオラル / フレイア
声 - 渋谷彩乃
本作のヒロインの一人。【術】の勇者で、ジオラル王国第一王女。クラスは魔術師。桃色の長い髪と瞳を持つ。
表向きは聖母のような優しい笑顔を見せるカリスマあふれる美少女だが、内面は全てを見下すサディスト。
勇者の力により4つの属性の攻撃魔術や人間の限界とされる第五階位魔術を凌駕する魔術を使いこなすことができる。また自分以外の勇者の誕生・居場所を察知するのも【術】の勇者の能力だとされている。
クレハを【回復】した反動で倒れたケヤルをすぐに見切り、周りの人間にケヤルを【回復】を使わせるためだけの奴隷にするように命じ、自身もケヤルに暴力を振るった。それによってケヤルの恨みを買い、二周目の世界では【模倣】と【改良】により大幅に力を高めたケヤルから凄惨な拷問による復讐を受けた後、ケヤルの【改良】で記憶と容姿を改竄されケヤルガを熱愛する従者・フレイアとなり共に行動。ケヤルガ考案の【熱源探査】と【氷槍風弾】で最高の目と長距離精密射撃を得るなど、能力を更に高めている。ラナリッタやブラニッカでは、ケヤルガの作戦で顔を元に戻し人々にジオラル王国の闇を説明した。
【改良】されてフレイアとなって以後は素直で可愛い人格となっており、ケヤルガもサディストだった性格は環境によるものと推察(後の経過観察で、フレアの頃は自分中心だったのがフレイアになってケヤルガと自分中心に変わった以外、本質はそれほど変化していないことを確認する。)、当初｢情を移すことなく使い潰す｣と自分に言い聞かせていたが、その成長と献身に素直に愛情を感じるに至った。
【神装宝具】神杖ヴァナルガンド
一周目でフレアが所持・使用していた神装宝具。世界樹の枝を削り出して作られた杖。二周目では【槍】の勇者が使っていた神装宝具をケヤルガが奪い、フレイアに与えている。
一般的な魔術用の杖が得意属性と不得意属性を持つのに対し、ヴァナルガンドは全ての属性の魔法の威力・精度を向上させられる。魔力収集力や演算能力も高く、更に膨大な魔力を溜め込む能力を持ち、自らの限界を超えた魔術を発動したり、他者の魔力を溜め込ませることで自分では扱えない魔術も使用可能になる。

セツナ
声 - 石上静香
本作のヒロインの一人。亜人の一種・氷狼族の少女。
精霊魔術（氷）と狼人格闘術のスキルを持ち、戦闘の際は巨大な氷で形成された爪を両手に纏い敵を引き裂く。後にケヤルガが伝説の金属「神の涙」から作り上げた爪状の武器を与えられ、氷の硬度では対処できないほどの守備力を持つ敵とも戦えるようになった。また、ケヤルガの能力でレベル上限を引き上げられ、更なる戦闘経験を積み、その強さは勇者に匹敵するまでとなり、フレイア、イヴ、エレンの身体能力向上のためにケヤルガの命令で教官を務めている。
氷狼族の村では幼い頃は戦いの天才と称えられていたが、元々のレベル上限が7と致命的に低かったためすぐに同年代の子供に追いつかれ、落伍者の烙印を押されながらも訓練を繰り返していた頃、仲間の氷狼族3人と共に人間に捕らえられ、奴隷としてラナリッタに拉致された後に奇病に侵され廃棄予定として隔離されていた。
その人間への憎しみを見込んだケヤルガに買い取られた後、ケヤルガのレベル上限突破（他）のスキルで力を高めた。そしてケヤルガとフレイアの力添えを得て氷狼族の村を襲おうとしていたジオラル王国の兵達を始末した後、ケヤルガに自身の真の名を明かし本当の意味でケヤルガの所得物になった。ケヤルガの復讐対象ではなかったため記憶の改竄をされておらず、本心からケヤルガに好意を持ちケヤルガからも気に入られている。
クレハ・クライレット
声 - 相川奈都姫
本作のヒロインの一人。剣の名門・クライレット家現当主を務める、銀色の長い髪を持つ美少女。
地上最強の【剣聖】のクラスを得ており、剣の技量においては【剣】の勇者を上回る。正義感が強く、ジオラル王国の民と平和のために剣を振るうことを誇りとしている。ケヤルが世界で最初に【回復】した相手。【砲】の勇者ブレットは父の友人にあたり、子供の頃から懐いていた。
氷狼族の村の件でクライレット流剣術を悪用した容疑で、ラナリッタの町でケヤルガと対峙。ジオラル王国の闇を【改良】で見せつけられ、更にフレアのふりをしたフレイアからそれが事実であると聞かされてショックを受け、心の隙に恋愛感情を植え付けられてケヤルガの恋人となる。
ケヤルガのスパイとして王国に留まっていたが、ブレットから託された手紙と資料を手にケヤルガと合流。資料の情報とケヤルガの手助けを得て、ブレイドに代わる【剣】の勇者として覚醒した。
ノルン・クラタリッサ・ジオラル / エレン
声 - 津田美波
本作のヒロインの一人。ジオラル王国第二王女でフレア（フレイア）の妹。常識を超えた知能の持ち主。
ジオラル王国軍の軍師として合理的に勝つための策を常に考えているが、その方針は味方の感情を一切考慮に入れず、自分自身を含むすべてを駒として扱う冷酷なもので、フレアのトラウマとして刻まれている。
勇者の力を持つフレアに劣等感を抱いている一方で、フレアに認めてもらいたい一心で努力を重ね軍神と呼ばれるほどの頭脳を手に入れた。
ジオラル王国の尊厳を傷つけずにケヤルの故郷を襲うための策をレナードらに与え、ブラニッカで出来た親友・カルマンが殺される原因を作ったとして、フレア同様にケヤルに復讐され記憶と容姿を書き換えられケヤルガの妹・エレンとなり、ケヤルガと行動を共にすることになった。
エレンになった後も軍師としての有用性のために知能はそのままにされており、その分析能力から自力で自らの正体がノルン姫だと気付いた。
自らの正体に気付いた後もノルンの頃よりエレンとしての今の方が好きという理由でエレンである事を受け入れている。
イヴ・リース
声 - 高森奈津美
本作のヒロインの一人。黒翼族の魔族。一周目では魔王として現れたが、二周目では魔王候補。
現魔王の迫害を受ける黒翼族の救済をするため、魔王になる旅をしていたところでケヤルガらと出会う。
当初は戦闘技術を学んでいなかったため、その身に宿る素質を持て余していたがケヤルガらの指導を受け才能を開花させ、神鳥カラドリウスの試練を乗り超える。
試練を終えた後、魔王の軍勢に黒翼族の集落を襲撃される。カラドリウスの力を借りて魔王の軍勢を壊滅させたため、黒翼族の全滅は免れたが大切な人を失った思いを背負い、最短で魔王になる決意をする。
その後、ケヤルガとの純愛を経て、恋人になる。
初めて会った時は黒髪だったが、カラドリウスの試練の際に2本のツノが生えると共に銀髪となる。更に力を借りた際に生命力を削られ、その影響で髪の色素を失いより白くなっている。
グレン
声 - 尾崎由香
本作のヒロインの一人で、ケヤルガが育てた「神鳥の卵」から孵った神獣。赤味がかった黄金色の子ギツネの姿と、狐耳と尻尾が生えた13歳前後の少女、二つの姿を持つ。「グレン」の名は、“紅蓮の炎”のイメージから、ケヤルガによって命名された。
ケヤルやフレアの影響を受け、二面性が極めて強い性格となっている。内面は腹黒く計算高く、もふもふと愛くるしいキツネの姿を利用して媚びを売り、女性陣から可愛がられている。語尾に「の」「なの」をつける口癖がある。キツネの姿で丸まって寝る「きつ寝」と、おいしい肉が大好き。
神獣だけあってその強さはすさまじく、素質は勇者どころか魔王候補のイヴさえ上回る。炎魔術の進化系である煉獄魔術や変化の術を操る。親であるケヤルガ以外からの束縛や状態異常を無効化する。更に「黒い力」を討ち滅ぼす「浄化の炎」も扱え、黒い騎士や黒い化け物との戦いで大きく貢献している。

### 勇者
ブレイド
声 - ふじたまみ
【剣】の勇者。
金髪碧眼の引き締まった体を持つキザで派手好きな男装の麗人。一人称は「僕」。フレアを慕うレズビアンだが、同時に男に対しては常軌を逸した暴力を行い愉悦に浸るサディストでもある。フレア以外にも目に留まった女性をかどわかしては食い散らかしている。剣技自体は【剣聖】に遠く及ばないが、神装宝具の加護の身体能力によって逆転するという理不尽な強さを持つ。
二周目の世界では、ノルンに同行する形でケヤル達のいたブラニッカへと訪れ、そこで街の女達を漁っている。ケヤルガ自らが女装した女性「ケヤーラ」にたぶらかされ、ラグナロクを手放してしまった隙に毒を打ち込まれ、ケヤルガが用意した男達に貪り喰われるという凄惨な最期を迎えた。
【神装宝具】神剣ラグナロク
ブレイドが所持・使用している神装宝具。派手な装飾に宝石があしらわれた両手剣。二周目でケヤルガに奪われる。
使用し続けても傷むことなく切れ味を保ち続け、概念としての斬撃を可能とする。さらに持ち主の身体能力を向上させ、不浄を癒す能力を持つ。毒なども打ち消せる模様。

ブレット
声 - 稲田徹
【砲】の勇者。
スキンヘッドに髭面、黒い肌を持つ筋肉隆々とした大男。少年趣味のゲイで、ケヤルに一目惚れし、自らの歪んだ支配欲を押し付け性欲の捌け口にしていた。
普段は神父として活動しており、自身が経営する教会に身寄りのない少年達を住まわせているが、その少年達はブレットの性欲の捌け口になるよう洗脳している。更には、「少年が大人に成長するのは許せない」として教会から独り立ちしようとする少年を殺し、その肉体をコレクションとして保存している。一部の少年はジオラル王国諜報部に所属させ、諜報部を影から操っていた。
勇者としてはベテランであり、更に諜報部に長期間在籍していた経験もあって情報戦にも秀で、用心深さも併せ持つ。搦め手などの幾重もの罠を張り巡らせるのが得意。一周目ではその知識を廃人ケヤルに語り聞かせており、【回復】でと併せてより深く理解したケヤルはブレットを復讐対象であると同時に、その思慮深さから師でもあると見做している。
二周目の世界では、黒い力に魅入られたジオラル国王プロームによって黒い騎士にされてしまったが、その間際に自我を残す方法を見つける。魔王ハクオウが倒れた際に賢者の石を奪取し、己に植え付けられた「黒い力」を賢者の石の力で制御し、グランツバッハ帝国に身を寄せたと見せかけてその実帝国中枢を蚕食し、神皇帝を名乗って世界中に宣戦布告を出す。
【神装宝具】神砲タスラム
ブレットが所持・使用している神装宝具。武骨だが機能美に満ちた白銀の大筒。
魔力を弾丸として発射でき、その射程距離は400メートルを超え、全勇者の中で最長とされる。その本体は拳銃であり、大筒としての姿はオプションパーツをかぶせたものに過ぎないが、ブレットはこの事実を切り札として、仲間達やプロームにすら隠し通している。

その他の勇者
ジオラル王国の勇者は、上記の2名にケヤルとフレアを加えた4名のみだが、他国では【斧】【銃】【槍】の勇者が活躍している。10人存在するはずの勇者のうち残り3名は未だ見つかっていない。

### ジオラル王国
プローム・ジオラル
声 - 土師孝也
ジオラル王国国王。白いひげを生やした初老の男性。
レベル41。合計素質値は500近く、更に魔法騎士という優遇クラスにより物理と魔法の両方を扱い、勇者に匹敵する強さを持つ。ただし種族表記が「人間（?）」となっており、人間を辞めた存在であることが示唆されている。
「黒い力」に呑まれ、魔族対人間の戦争を始めた元凶。娘であるフレアやノルンさえ駒扱いする冷酷さを見せる。魔王の心臓である賢者の石を用いた禁呪により、世界全てを支配する野望を抱く。
レナード
声 - 内匠靖明 / 秋山絵理（女体化時）
ジオラル王国の近衛騎士隊長。金髪と整った顔立ちを持つ。
粗暴な性格ながら王国に対する忠誠心はあり、フレアには信用されていたが、レナード自身はフレアに対して行き過ぎた支配欲と独占欲を抱いており、彼女を組み伏せて強姦する妄想を抱いていた。
フレアに素直に従わないケヤルに暴力を振るっていたことで彼の憎しみをかい、フレアに復讐する際に身代わりに容姿をケヤルそっくりに【改良】されたことで本来の存在を消され、公式には“王女を殺して王国から逃亡した”という扱いになった。以後はケヤルと信じられて投獄されており、【癒】の能力を一向に使えないために別人であることが確認されるまでは王城内で諸々の罰を代わって受けることになり、それによってケヤルを激しく憎み、その憎しみをプロームに買われ汚名返上のチャンスを手にする。
ケヤルをおびき寄せるために、ケヤルの故郷を襲い各地で村人の公開処刑を執行しようとする。アンナを自殺に追い込んだことと故郷を破壊したことでケヤルの怒りを買い、ケヤルが実行したアンナと同等以上の絶望と苦痛を味わわせる復讐により死亡した。
トリスト・オルガン
声 - 置鮎龍太郎
ジオラル王国内でも3本の指に入る実力者・三英傑の1人で【鷹眼】の二つ名を持つ壮年の男性。
弓矢と暗器の名手。眼も特別製で服の下の筋肉の僅かな動きさえも見逃さないほどである。
ジオラル王国のブラニッカ殲滅作戦の際にノルンの護衛を務めていたが、神甲ゲオルギウスで射程が伸びたケヤルガの【改悪】を食らい死亡した。
メイド
声 - 松井暁波
ジオラル城に仕えているメイドで勇者として城に迎えられたケヤルの監視者。
従者でありながらもジオラル国の精鋭騎士にも匹敵する程の実力を持ち、何気にケヤルの初めての相手でもある。
就寝間際のケヤルに夜這いを仕掛けてケヤルが投獄されるまで何日も毎晩犯し続けた。
その理由は勇者の体液によるレベル上限の解放とケヤルを肉欲に溺れさせ懐柔させる為である。
原作ではその後フレアに復讐するために脱獄したケヤルに首をはねられ殺されてしまうという無残な最期を遂げ、その遺体はフレアの死を偽るために偽装された。
アニメ版では原作やコミカライズ版に比べて互いに利用し合うようなドライな関係ではなく、むしろ良好で親しげな会話をしている描写もある。
その為復讐の対象にならなかったのかアニメ版ではケヤルに殺さることはなく生存し、フレアの偽装は側近の護衛の遺体が使われた。
老魔術師
声 - 中博史
ジオラル王国に使える魔術師で、王国の魔術研究主任。装飾の施された白色のローブを着た白髪の老人。
ケヤルに突出した回復魔術の能力があることを最初に見抜いた。他の面々に比べるとケヤルに対する態度が暴力的ではなく、酷使・虐待されるケヤルを気遣っているが、それはケヤルを魔術師としての興味から「類い稀な研究材料」として貴重だと思っているだけで、あくまで“研究の材料”としてのものであり、人間として見ていないことは同様である。

### その他の人物
アンナ
声 - 西明日香
ケヤルが育ったアルバン村での親代わりにして初恋相手。原作ではジオラル王国軍に村が襲撃された際にケヤルの顔をしたレナードに襲われ自殺に追い込まれた。アニメ版でも村が襲撃されたが、レナードによって強姦された後も放心状態で生存しており、ケヤルがレナードに復讐（殺害）後にすぐアンナの元に向かうも既に衰弱しており、アンナは本物のケヤルを見ると最後は笑顔のまま瞳を閉じ、ケヤルの回復のヒールを浴びても効果はなかった。
レドラ・ゴルドマン
声 - 楠見尚己
ラナリッタの街の商人。本名はクインタ。アニメ版ではラナリッタで流行っていた病気に感染し、回復薬をケヤルから買って売って売上を折半していた。後により力のある人物からレシピを買うように指示されて、護衛らを引き連れてケヤルと交渉（実際は脅し）。ケヤルは駆け引きの関係で回復薬のレシピ（ただし、ケヤルの身体での調合が必要なのでゴルドマンは回復薬は作れない）を買い取るも病気の根源はすでにケヤルたちによって除去されていたので、ゴルドマンは何の得もなかった。のちにアルバン村の村人たちが処刑されたあとに裏切ったにも関わらず自分たちを救った（救った場面の描写はない）ケヤルに頼まれて唯一生存した村人の少年の面倒を金貨と引き換えに引き受ける（漫画版では生存者はおらずこのストーリーはない）。その際にケヤルのことを「あなたは不思議な人だ。容赦がないように見えて甘い」と評した。ケヤル自身は否定したうえで「（ゴルドマンのことは）利用できると思っただけだ。ただの手駒だよ」と本人の前で言っているが、「そういうことにしておきましょう」と深くは突っ込まなかった。最終的に少年がケヤルのことを憎んでもほっておいて欲しい（1週目の世界の自分自身と重ねるような発言をした）と言われて、それも引き受けた。
星の精霊
声 - 平野文
ケアルに森羅万象を見通す翡翠眼を授ける。
奴隷商
声 - 宝亀克寿
ケアルにセツナを売った。
カルマン
声 - 土田玲央
アニメ版でのみ登場したブラニッカの町で出会った魔族の商人。ノルンの策略によって犠牲になった。
神鳥カラドリウス
黒翼族が唯一使役できる魔物にして神獣。5メートルを超える体躯を誇る白い鷹のような姿。頭部には王冠のような金色の羽を頂いている。深い知性と強大な力を誇る。
天高くより毒の雪を降らせ、病をまき散らし、蔓延したところでその病を食べる。1秒ごとに毒の性質が変化するため抗体を作ることもできない。町一つを容易く滅ぼせる死病の神鳥と恐れ崇められている。
使役するには、神鳥の試練を乗り越えねばならずその力を借りるには体力と魔力の他、生命力を差し出さなければならない。
神鳥の試練を越えたイヴと契約を結び、共に挑んだケヤルガには未来を見る目・刻視眼を左目に与えた。
ラピス
星兎族の族長の娘で魔王候補。魔王軍から受け取った薬と偽った毒で重い病気を患っていたが、ケヤルガの【回復】で少しずつ体調を直していく。
病気を治したケヤルガに白馬の王子様のように惚れている。イヴが魔王になった後にケヤルガの愛人となり、また魔王イヴの側近に取り立てられた。

## 用語
勇者
世界に10人までしか存在できないとされるクラス。【癒】・【術】・【剣】といった能力に応じた二つ名が与えられることが通例になっている。
普通の生物と違い、レベル上限がないため研鑽を重ねることでどこまでも強くなり、既存のクラスを発展させる力もあり、回復魔法しか使えない回復術士のクラスを持つケヤルが【模倣】や【改良】といった力を手に入れたのもその為である。
また、勇者の専用スキルとして 上記のレベル上限突破（自）の他に自身とパーティがモンスターなどから得た経験値が倍加する経験値上昇と、男性だけは魔力を込めた体液を与えることで他者のレベル上限を一定の低確率で上げるレベル上限突破（他）が存在する。
ヒール（拡大解釈）
作中でケヤルが使用する能力。種類は以下の通りで、呼び名は全て「ヒール」である。
【回復】
文字通り対象の怪我や状態異常を回復させる能力。通常の自然治癒能力を活性化させる回復魔法では治せない四肢の欠損なども治せるが、完全な治療のために対象者の記憶や経験が全て頭に流れ込むという副作用があり、強靭な精神力が無ければ自我が崩壊してしまい、また自らへ使用しようとしても、回復による肉体の変化から術にブレができ失敗してしまうが、熟練すればそのブレを計算に入れて術を使うことで成功させられる。
当初ケヤルは副作用のせいでこの力の使用を拒否していたが、そのせいで奴隷のような扱いを受けた。強靭な自我を獲得してからは副作用を逆に利用して、相手の持つ情報を覗き見る際にも使用している。
【模倣】
対象の技能をコピーする能力。【回復】の副作用を逆利用したもので、この力でケヤルは剣術や錬金魔術などを得た。ただし、本来の持ち主の肉体と自らの肉体との差異から、オリジナルよりも技能のレベルが下がってしまい、対象の独自の技能はコピー自体できないこともある。
【奪取】
【回復】の際に開く魔術的なパスを利用し、対象の経験値や魔力を奪い取る能力。経験値を奪う場合、既にレベルアップに使用され肉体に馴染んだ分に対しては無効で、次のレベルアップのために蓄積されている分だけが対象となる。
【改良】
対象を「ケヤルが望む形」に回復することで、自他の容姿や能力、記憶を自由に書き換える能力。各種素質値（パラメーター）の割り振りも変更できるが、自身の肉体にしか使えない上に素質値の合計は変更できない。また、割り振りをする際に能力を一定ラインより下げることはできない。
【改悪】
【改良】の更なる応用。対象の肉体を壊れるように改竄する。血管の繋ぎ方をめちゃくちゃにしたり、細胞の分裂を強制的に引き起こして肉体が破裂するようにする、脊髄を切って相手を植物状態にするなどケヤルの必殺の一撃だが、改変する事象が大きいほど魔力の消耗が激しく、また射程が短いため基本的に肉体に手を密着させなければ発動できないが、神甲ゲオルギウスを手にいれてからは、前方約1メートルまで飛ばせるようになった。
ジオラル王国
人間の居住区の最南端に位置する最大の国力を持つ王国。
魔族の支配領域がすぐ近くにある為、それを理由に各国から支援を受けており魔族から人類を守る盾の役を担っているが、それは表向きであり、実際は魔族との戦争も魔王から賢者の石を奪い世界征服を成し遂げるためにジオラル王国から仕掛けたもので、その土地も先住民だった亜人から無理矢理強奪した物であり、この国において亜人に人権はない。
また、各国から得た支援を食い物にしている影響か、軍の兵士や城の関係者は他者への略奪に抵抗はなく、国の意向に逆らう者や宗教などの不穏分子は容赦なく始末するため、ケヤルはフレアのような他人の痛みを感じないクズを生み出す元凶となっているこの国を、自身の復讐の過程でリセットしようと考えている。
亜人
人間のような肉体と獣の耳や尻尾、身体能力など獣の特徴を併せ持つ人種。
能力そのものは普通の人間より高いが、レベル上限が平均的に低く人間側には亜人を意のままに操る契約魔術があるため、現在は人間の方が立場が上であり、ジオラル王国には金策として亜人を捕まえて奴隷として売り捌くための軍もいる。
真の名
人間以外の全ての生物に存在する魂に刻まれた本当の名前。
これを本人の口から自白させたうえで契約魔術を発動することで、契約魔術を発動した者は契約した者を意のままに操ることが可能になる。
神装宝具
神装武具、神造武具とも。勇者のみが扱うことができる武器。
契約前は赤い宝玉の形をしている。そこに勇者の力を持つ者が素手で触れることで、勇者の望みや力を汲み取り勇者の能力を最大限発揮できる武器へと形を変える。
契約してしまうと、対象の者が死ぬまで形を変えることができなくなる。
賢者の石
魔王となった魔族の心臓から得られる赤い宝石。
あらゆる魔術の力を極限まで高める能力があり、ジオラル王国はこれを使って世界征服を企んでいた。
一周目の世界ではケヤルがこれを媒介にして【回復】を発動、世界そのものをケヤルが勇者として覚醒する直前まで巻き戻した。
黒い力
この世界の外側に属するとされる邪悪な力。魔王になった者に憑き、力の源になると共にその精神を蝕み邪悪なものにしてしまい、人間や動物に植え付けると、常識外の再生力を持つ「黒い騎士」に変化する。
この力を植え付けられた者は、能力が大幅に増す代わりに自我を奪われ、植え付けた者の命令を遂行する人形と化す。基本的に不死であり、氷魔法で全身の身動きを封じるか【改悪】で手足を使えない姿に治すしか対処法がないが、本当の意味で殺すことはできないため、グレンが持つ浄化の炎やそれを利用した攻撃ならば、再生することなく殺すことができる。
ジオラル王国国王プロームはこの力に飲まれて魔族と人類との戦争を引き起こし、【砲】の勇者ブレットは賢者の石によって制御することに成功し、黒い騎士を上回る「黒い化け物」を作り出した。

## 既刊一覧

### 小説
- 月夜涙（著）・しおこんぶ（イラスト） 『回復術士のやり直し〜即死魔法とスキルコピーの超越ヒール〜』 KADOKAWA〈角川スニーカー文庫〉、既刊10巻（2024年3月29日現在） 
  1. 2017年7月1日初版発行（同日発売[15]）、ISBN 978-4-04-105680-6
  2. 2017年12月1日初版発行（同日発売[16]）、ISBN 978-4-04-105681-3
  3. 2018年4月1日初版発行（同日発売[17]）、ISBN 978-4-04-106524-2
  4. 2018年9月1日初版発行（同日発売[18]）、ISBN 978-4-04-106521-1
  5. 2019年2月1日発売[19]、ISBN 978-4-04-107559-3
    - 「オリジナルドラマCD付き同梱版」同日発売[10]、ISBN 978-4-04-107558-6

  6. 2019年7月1日初版発行（同日発売[20]）、ISBN 978-4-04-107560-9
  7. 2019年12月1日初版発行（同日発売[21]）、ISBN 978-4-04-107561-6
  8. 2020年7月1日初版発行（同日発売[22]）、ISBN 978-4-04-109658-1
  9. 2021年1月1日初版発行（同日発売[23]）、ISBN 978-4-04-109662-8
  10. 2024年3月29日発売[24]、ISBN 978-4-04-109663-5

### 漫画
- 月夜涙（原作）・しおこんぶ（キャラクター原案）・羽賀ソウケン（漫画） 『回復術士のやり直し』 KADOKAWA〈角川コミックス・エース〉、既刊16巻（2025年1月10日現在） 
  1. 2018年3月31日初版発行（同日発売[25]）、ISBN 978-4-04-106838-0
  2. 2018年9月4日初版発行（同日発売[26]）、ISBN 978-4-04-107292-9
  3. 2019年2月4日初版発行（同日発売[27]）、ISBN 978-4-04-107730-6
  4. 2019年7月4日初版発行（同日発売[28]）、ISBN 978-4-04-108358-1
  5. 2019年12月4日初版発行（同日発売[29]）、ISBN 978-4-04-108359-8
  6. 2020年5月2日初版発行（同日発売[30]）、ISBN 978-4-04-109347-4
  7. 2020年10月10日初版発行（同日発売[31]）、ISBN 978-4-04-109350-4
  8. 2021年2月10日初版発行（同日発売[32]）、ISBN 978-4-04-109352-8
  9. 2021年8月10日初版発行（同日発売[33]）、ISBN 978-4-04-111575-6
  10. 2022年2月10日初版発行（同日発売[34]）、ISBN 978-4-04-111579-4
  11. 2022年8月10日初版発行（同日発売[35]）、ISBN 978-4-04-112627-1
  12. 2023年2月10日初版発行（同日発売[36]）、ISBN 978-4-04-113257-9
  13. 2023年8月10日発売[37]、ISBN 978-4-04-113906-6
  14. 2024年2月9日発売[38]、ISBN 978-4-04-114516-6
  15. 2024年8月9日発売[39]、ISBN 978-4-04-115171-6
  16. 2025年1月10日発売[5]、ISBN 978-4-04-115684-1
- 月夜涙（原作）・しおこんぶ（キャラクター原案）・羽賀ソウケン（キャラクター原案）・長尾件（漫画） 『回復術士のおもてなし』KADOKAWA〈角川コミックス・エース〉、全2巻
  1. 2021年8月10日発売[40]、ISBN 978-4-04-111578-7
  2. 2022年8月10日発売[41]、ISBN 978-4-04-112115-3

## テレビアニメ
2019年11月にテレビアニメ化が発表され、2021年1月から3月までAT-Xほかにて放送された。

### 修正バージョン
本作はストーリー上、エッチシーンが多数含まれるため、テレビ放送・動画配信・DVDなどに応じて修正が施されたり、セリフや演出が異なるバージョン違いが3種類ほど存在する。
- 「テレビ放送ver.」 … 放送倫理に対応し、セリフや映像のカットや黒塗りがある。
- 「やり直しver.」 … テレビ放送ver.より少し緩和されたもの。
- 「完全≪回復≫ver.」 … 上記の修正がない。

### スタッフ
- 原作 - 月夜涙[11]
- キャラクター原案 - しおこんぶ[11]
- 監督 - 朝岡卓矢[11]
- シリーズ構成・脚本 - 筆安一幸[11]
- キャラクターデザイン - ごとうじゅんじ[11]
- プロップデザイン - 宮豊[11]
- 総作画監督 - ごとうじゅんじ、齊藤佳子[11]
- 美術監督 - 甲斐政俊[11]
- 美術設定 - 平柳悟、藤瀬智康[11]
- 色彩設計 - 松山愛子[11]
- 2Dワークス - 越阪部ワタル[11]
- 3DCG - 伴善徳[11]
- 撮影監督 - 北岡正[11]
- 編集 - 肥田文[11]
- 音響監督 - 土屋雅紀[11]
- 音響効果 - 中島勝大[11]
- 音楽 - 藤澤健至[11]、鈴木暁也、Johannes Nilsson
- 音響制作 - グロービジョン[11]
- 音楽プロデューサー - 竹山茂人[11]
- 音楽制作 - ランティス[11]
- プロデューサー - 元長聡[43]、松田大洋[43]、宮川夏樹[43]、飯塚彩[43]、吉江輝成[43]、有水宗治郎[43]、川島誠一[43]
- アニメーションプロデューサー - 河井敬介[43]
- アニメーション制作 - ティー・エヌ・ケー[11]
- 製作 - 回復術士のやり直し製作委員会[11]（KADOKAWA、ドコモ・アニメストア、エー・ティー・エックス、バンダイナムコアーツ、角川メディアハウス、グロービジョン）

### 主題歌
「残酷な夢と眠れ」
栗林みな実によるオープニングテーマ。作詞は畑亜貴、作曲は栗林、編曲は菊田大介。
「夢で世界を変えるなら」
ARCANA PROJECTによるエンディングテーマ。作詞・作曲はQ-MHz、編曲はQ-MHzとeba。

### 各話リスト
| 話数     | サブタイトル                             | 絵コンテ          | 演出              | 作画監督                                                                           | 初放送日       |
| -------- | ---------------------------------------- | ----------------- | ----------------- | ---------------------------------------------------------------------------------- | -------------- |
| 第一話   | 回復術士は、やり直す！                   | 朝岡卓矢 田中良   | ながはまのりひこ  | 石動仁 大野勉 神田岳 ごとうじゅんじ 斉藤香織 齊藤佳子 清水勝祐 渡辺はるか          | 2021年 1月13日 |
| 第二話   | 回復術士は、フレア王女を壊す！           | 朝岡卓矢          | 朝岡卓矢          | 大野勉 神田岳 北島勇樹 ごとうじゅんじ 齊藤佳子 渡辺はるか                          | 1月20日        |
| 第三話   | 回復術士は、奴隷を買う！                 | 西島克彦          | 嵯峨敏            | 手島典子                                                                           | 1月27日        |
| 第四話   | 回復術士は、セツナを手に入れる！         | 柳沢テツヤ        | 清水明            | 篠原健二 服部憲知 吉田肇 しまだひであき                                            | 2月3日         |
| 第五話   | 回復術士は、新しいおもちゃを見つける！   | 大畑晃一          | 藏本穂高          | 石動仁 大野勉 神田岳 ごとうじゅんじ 斉藤香織 齊藤佳子 清水勝祐 渡辺はるか 佐藤敏明 | 2月10日        |
| 第六話   | 回復術士は、血と涙を流す！               | 柳沢テツヤ        | 大久保亮          | 大野勉 神田岳 ごとうじゅんじ 斉藤香織 齊藤佳子 清水勝祐 渡辺はるか                 | 2月17日        |
| 第七話   | 回復術士は、正義を執行する！             | 大畑晃一          | 倉谷涼一          | 石動仁 大野勉 神田岳 ごとうじゅんじ 斉藤香織 齊藤佳子 清水勝祐 渡辺はるか Revival  | 2月24日        |
| 第八話   | 回復術士は、魔王と出会う！               | 西島克彦          | よしもときんじ    | 岩崎令奈                                                                           | 3月3日         |
| 第九話   | 回復術士は、食べ物の恨みを晴らす！       | 柳沢テツヤ        | 嵯峨敏            | 手島典子                                                                           | 3月10日        |
| 第十話   | 回復術士は、可憐な一輪の花になる！       | 倉谷涼一          | 石倉賢一          | 日根野優子 志賀道憲 服部憲知 吉田肇 しまだひであき                                 | 3月17日        |
| 第十一話 | 回復術士は、ノルン姫の蛮行に心を痛める！ | 大畑晃一          | 吉田俊司          | 石動仁 大野勉 神田岳 ごとうじゅんじ 斉藤香織 齊藤佳子 清水勝祐 渡辺はるか          | 3月24日        |
| 第十二話 | 回復術士は、新たなる旅に出る！           | 西島克彦 朝岡卓矢 | 朝岡卓矢 大久保亮 | 猫田犬郎 ごとうじゅんじ 齊藤佳子 清水勝祐 神田岳 大野勉 石動仁 渡辺はるか          | 3月31日        |

### 放送局
| 放送期間                                       | 放送時間                                                | 放送局     | 対象地域 | 備考                                                                                          |
| ---------------------------------------------- | ------------------------------------------------------- | ---------- | -------- | --------------------------------------------------------------------------------------------- |
| 2021年1月13日 - 3月31日 2021年1月14日 - 4月1日 | 通常版: 水曜 23:30 - 木曜 0:00 規制版: 木曜 4:00 - 4:30 | AT-X       | 日本全域 | 製作参加 / CS放送 / リピート放送あり 視聴年齢制限付き（R15+指定）の「完全《回復》ver.」も放送 |
| 2021年1月14日 - 4月1日                         | 木曜 1:05 - 1:35（水曜深夜）                            | TOKYO MX   | 東京都   |                                                                                               |
|                                                |                                                         | KBS京都    | 京都府   |                                                                                               |
|                                                | 木曜 1:30 - 2:00（水曜深夜）                            | サンテレビ | 兵庫県   |                                                                                               |
| 2021年1月16日 - 4月3日                         | 土曜 1:00 - 1:30（金曜深夜）                            | BS11       | 日本全域 | BS放送 / 『ANIME+』枠                                                                         |

インターネットでは、まず2021年1月14日より毎週木曜（水曜深夜）0時にdアニメストアに配信され、その後同年1月21日より毎週木曜0時（水曜深夜）にその他の配信サービスから配信が行われる。またインターネット限定の規制版「やり直しver.」も順次配信される。

### BD / DVD
| 巻 | 発売日        | 収録話         | 規格品番   | 規格品番   |
| 巻 | 発売日        | 収録話         | BD         | DVD        |
| -- | ------------- | -------------- | ---------- | ---------- |
| 1  | 2021年3月24日 | 第1話 - 第4話  | ZMXZ-14661 | ZMBZ-14671 |
| 2  | 2021年4月28日 | 第5話 - 第8話  | ZMXZ-14662 | ZMBZ-14672 |
| 3  | 2021年5月26日 | 第9話 - 第12話 | ZMXZ-14663 | ZMBZ-14673 |

### Webラジオ
ケヤル/ケヤルガ役の保住有哉とフレア/フレイア役の渋谷彩乃によるWebラジオ『回復術士のやり直し 2周目を楽しむラジオ』が、2021年1月15日から4月9日まで音泉にて隔週金曜に配信。